# Montebello-eilanden

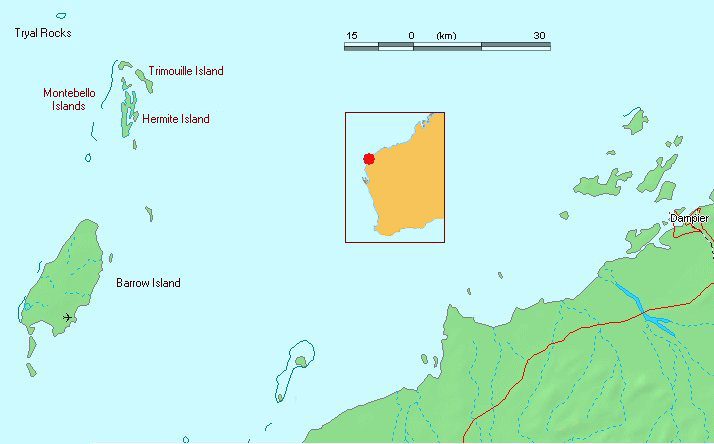
Montebello-eilanden (links boven) en Barroweiland (links onder)

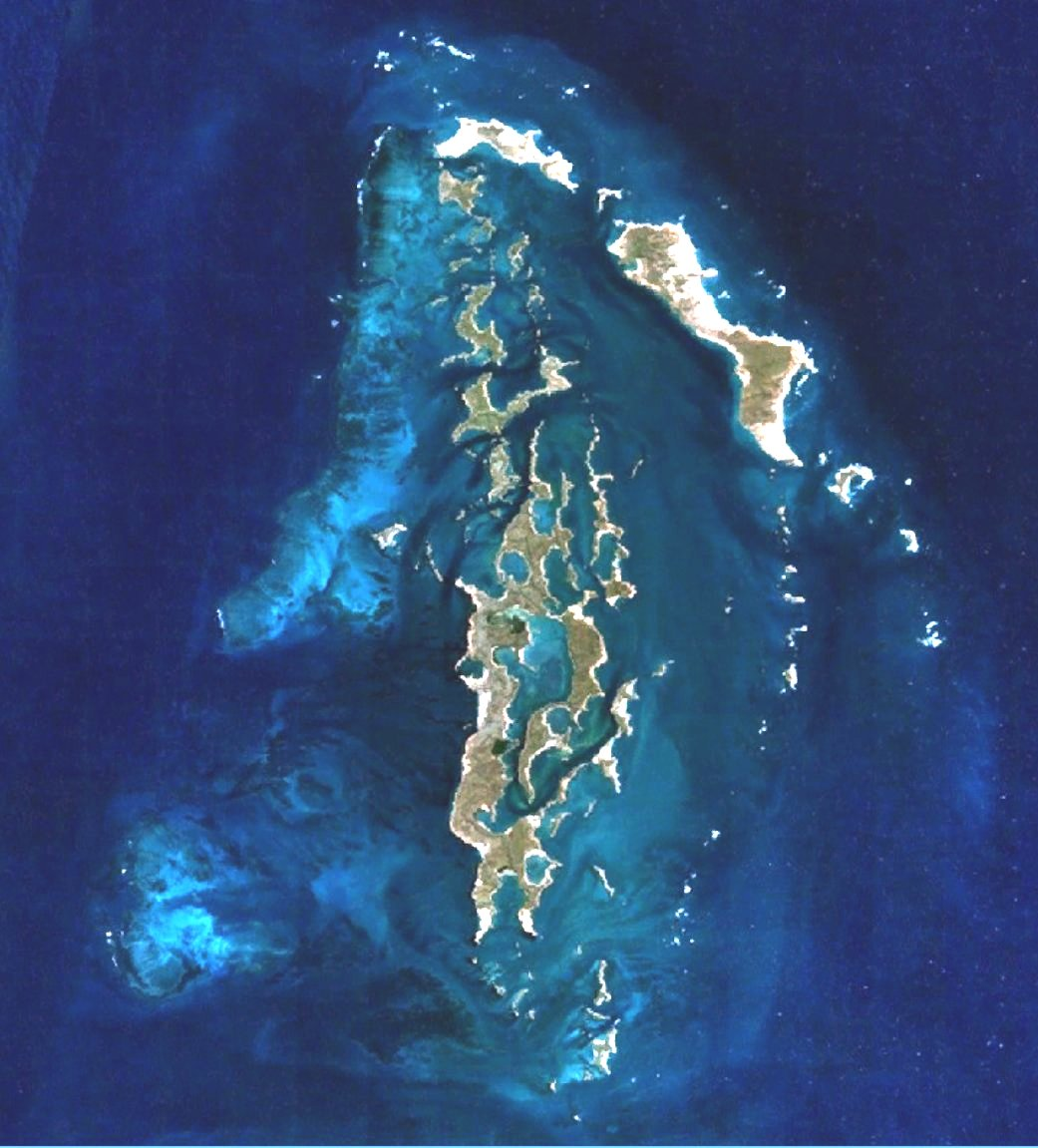
Satellietafbeelding van de eilanden

De Montebello-eilanden zijn een eilandengroep voor de kust van West-Australië bestaande uit 265 eilanden en eilandjes. De eilanden zijn vooral bekend vanwege de Britse atoomproeven die hier in de jaren vijftig werden uitgevoerd.
De Franse ontdekkingsreiziger Nicolas Baudin gaf de eilanden in 1801 hun naam. Hij noemde ze naar de Slag bij Montebello in Noord-Italië die een jaar eerder had plaatsgevonden en waarbij de Fransen Oostenrijk versloegen.
In sommige bronnen wordt vermeld dat Baudin de eilanden naar de Franse maarschalk Jean Lannes, hertog van Montebello, noemde. Napoleon maakte Lannes echter pas na 1804 tot hertog.

## Geografie
De Montebello-eilanden liggen in de territoriale wateren van West-Australië en behoren tot de meest verafgelegen continentale eilanden van deze staat. Ze liggen 120 km ten westen van het plaatsje Dampier. De eilandengroep bestaat uit 95 eilanden die een lengte van meer dan 50 meter hebben en 170 kleinere eilanden. De grootste eilanden zijn Hermite (970 ha), Trimouille (450 ha) en North-West (120 ha). Middelgrote eilanden zijn Alpha, Primrose, Crocus, Bluebell, Ah Chong en South-East. Baudin noemde Hermite-eiland naar de Franse admiraal Jean-Marthe-Adrien L'Hermite. Trimouille werd genoemd naar een Franse adellijke familie uit de napoleontische tijd. Veel eilanden hebben geen naam.
Nabijgelegen eilandengroepen zijn de Barroweilanden en de Lowendaleilanden. Ze liggen ca. 20 resp. 15 km ten zuiden van de Montebello-eilanden.
De Montebello-eilanden hebben een totaal oppervlak van 2300 ha. De kustlijn heeft een totale lengte van 210 km, waarvan 17 km strand.

## Eerste bezoekers
Archeologisch onderzoek heeft aangetoond dat de Montebello-eilanden tussen 27.000 en 7.000 jaar geleden werden bewoond door Aboriginals. Volgens de Australische archeoloog Norman Barnett Tindale bezochten de Noala met een soort houten kano de tegenoverliggende Montebello-eilanden en het eiland Barrow. Het traditionele land van de Noala strekt zich uit tussen de monding van de rivier Fortescue en het plaatsje Onslow. Circa 8.000 jaar geleden begon de zeespiegel te stijgen en vermengde het zoete water op de eilanden zich met zeewater. Menselijk leven was hierdoor niet meer mogelijk.
De eerste Europeanen die de eilanden betraden, waren bemanningsleden van het Engelse schip de Trial. Dit schip was voor de Britse Oost-Indische Compagnie op weg naar Java, maar begaf zich te ver oostwaarts van de oorspronkelijk geplande route. Op 24 mei 1622 leed de Trial schipbreuk op een rif dat hierna Trial Rocks werd genoemd. Kapitein John Brookes en 10 bemanningsleden ontkwamen in een skiff, 36 anderen in een reddingssloep. 93 mannen werden achtergelaten op het zinkende schip. De Trial is het oudste scheepswrak van Australië. De mannen in de sloep zochten op de Montebello-eilanden naar water, voordat ze de anderen richting Java volgden.
De Trial Rocks bleven lange tijd onvindbaar, omdat kapitein Brookes de locatie niet duidelijk in zijn logboek beschreef. Hij probeerde waarschijnlijk te verbergen dat hij te veel van de route was afgeweken. In 1934 bewees de Australische historica Ida Lee dat de Trial Rocks een rif waren dat bekendstond onder de naam Ritchie’s Reef. Hierna werd het rif weer Trial Rocks genoemd. In 1969 werd het scheepswrak gevonden.
In juli 1801 zag Nicolas Baudin de eilanden liggen en gaf hij ze hun naam. Twee jaar later voer Baudin opnieuw langs de eilanden en verwisselde toen Trimouille en Hermite. Kapitein-luitenant ter zee Philip Parker King ontdekte deze vergissing in 1821 en corrigeerde Baudin in zijn logboek.

## Britse atoomproeven

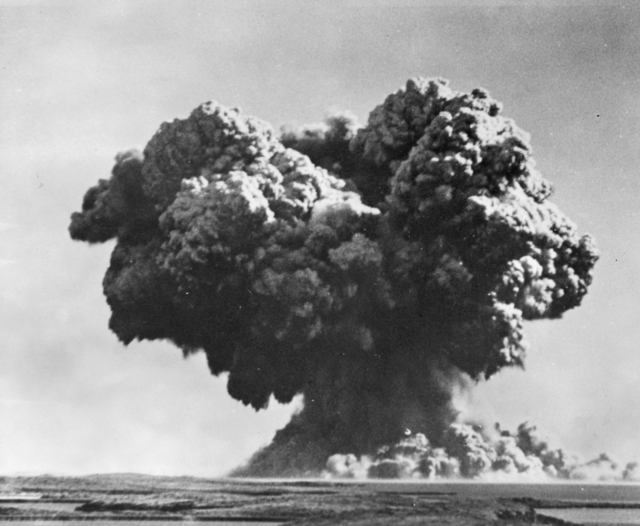
Operatie Hurricane

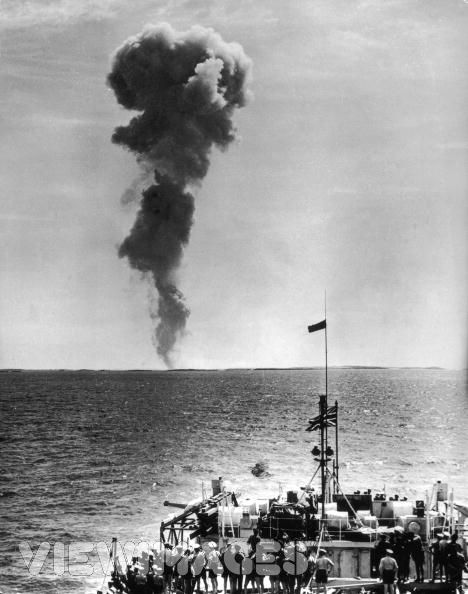
Operatie Mosaic G1

In 1947 startte Groot-Brittannië een atoomprogramma. Omdat het Britse eiland te klein en te dichtbevolkt is, vroeg het land of het in Australië atoomproeven mocht uitvoeren. De toenmalige premier Robert Menzies stemde hiermee in en in mei 1952 werd bekendgemaakt dat de eerste Britse atoomproeven op de Montebello-eilanden plaats zouden vinden.
Tussen 1952 en 1957 werden er in totaal drie atoomproeven op de eilanden uitgevoerd:
- Hurricane
- Mosaic G1
- Mosaic G2

Operatie Hurricane vond op 3 oktober 1952 plaats en was de eerste Britse atoomproef. Een plutoniumbom met een kracht van 25 kiloton werd in het fregat HMS Plym voor de kust van het eiland Trimouille tot ontploffing gebracht. De bom was vrijwel een exacte kopie van de bom Fat Man die in 1945 door de Verenigde Staten boven Nagasaki werd afgeworpen. Door de bom ontstond er op de oceaanbodem een krater van 6 meter diep en 300 meter breed. De atoomwolk reikte tot 4,5 km in de lucht. Op basis van operatie Hurricane ontwikkelde Groot-Brittannië zijn eerste inzetbare atoombom de Blue Danube. Het wrak van de HMS Plym ligt nog steeds in het Bunsenkanaal voor de kust van Trimouille. Na de explosie daalde er radioactieve neerslag (fall-out) neer op het vasteland van Australië.
Operatie Mosaic G1 werd op 16 mei 1956 uitgevoerd op de noordwestpunt van Trimouille. De bom had een kracht van 15 kiloton. De atoomwolk reikte tot 6,5 km hoogte. Ook bij deze bom werd er radioactiviteit op het vasteland gemeten.
Operatie Mosaic G2 werd op 19 juni 1956 op Alpha-eiland uitgevoerd. De bom had een kracht van 60 kiloton en is daarmee de grootste bom die Groot-Brittannië in Australië tot ontploffing heeft gebracht. De atoomwolk reikte tot ruim 14 km hoogte.
Het operationele hoofdkwartier lag op Hermite-eiland. Restanten van de tests, zoals bunkers, observatiestations en metaalresten zijn nog steeds aanwezig.
Achteraf werden de Montebello-eilanden als niet geschikt voor atoomproeven bevonden, vanwege de weersomstandigheden.
Tot 1992 waren de Montebello-eilanden een verboden gebied dat direct onder toezicht van de federale overheid stond. In die tijd vonden er geen biologische of wetenschappelijke onderzoeken plaats. Nadat de controle over het gebied weer in handen van West-Australië was, werd het tot natuurreservaat uitgeroepen.
Tegenwoordig is er nog steeds een verhoogde radioactiviteit op Trimouille en Alpha-eiland. Bezoekers mogen niet langer dan één uur per dag op de eilanden blijven. Ook mogen ze geen objecten aanraken, omdat deze radioactief kunnen zijn.

## Geologie
De Montebello-eilanden zijn continentale eilanden. Dat wil zeggen dat ze vroeger deel uitmaakten van het Australisch continent. De westelijke eilanden van Ah Chong tot Hermite zijn overblijfselen van een landvorm die is ontstaan in het pleistoceen en die circa 8.000 jaar geleden onder water kwam te liggen door een stijging van de zeespiegel. De oostelijke eilanden (North-West, Trimouille en South-East) zijn gevormd door zandafzettingen op een kalkstenen ondergrond.
De eilanden worden gescheiden door diepe kanalen die door erosie zijn ontstaan. De kustlijn van de eilanden is grillig met veel bochten en inhammen. Hun oppervlak is hoofdzakelijk rotsachtig. Aan de westkant worden de eilanden door een 12 km lang barrièrerif tegen de oceaan beschermd. Ook zijn ze omgeven door talloze koraalriffen, waardoor er veel lagunes zijn. Sommige eilanden hebben zandstranden en duinen die tot 40 m hoog kunnen zijn. Maar bij de meeste eilanden bestaat de kustlijn uit kalkstenen plateaus.
In mei 2010 ontdekten studenten oceanografie tijdens een studiereis een onderzeese canyon nabij de Montebello-eilanden. De canyon is 900 meter diep en heeft een lengte van 40 km. Hij wordt Tryal Canyon genoemd. Onderzeese canyons kunnen de productie van plankton en vis vergroten. De Tryal Canyon draagt daarom vermoedelijk bij aan het rijke mariene leven van de eilandengroep.

## Klimaat
De Montebello-eilanden kennen zowel een droog als een tropisch klimaat. De winters zijn warm en droog en duren van mei tot september. De zomers zijn heet en vochtig en duren van oktober tot april. Gedurende het jaar valt er weinig neerslag. De temperaturen zijn het hoogst in februari met een gemiddelde maximumtemperatuur van 33,4 °C en een gemiddelde minimumtemperatuur van 26,2 °C (1999-2013). Juli is de koelste maand met een gemiddelde maximumtemperatuur van 23,7 °C en een gemiddelde minimumtemperatuur van 17,5 °C (1999-2013).
Tijdens de winter kan er een sterke oostenwind waaien. In de zomertijd komen er regelmatig cyclonen voor. In april zijn de windsnelheden het laagst.

## Montebello Islands Marine Park
Australië bestaat uit een netwerk van 89 zogenoemde bioregio’s.  Dit zijn grote gebieden met min of meer dezelfde geologie, landvormen,  ecologische eigenschappen en flora en fauna. De Montebello-eilanden maken deel uit van de Pilbara (Offshore) Bioregio. Binnen deze bioregio liggen diverse mariene natuurreservaten. De Montebello-eilanden liggen in het Montebello Islands Marine Park dat ruim 58.000 ha omvat. De eilanden zelf vormen het Montebello Islands Conservation Park. Naburige mariene natuurreservaten zijn de Barrow Island Marine Management Area en het Barrow Island Marine Park.
Het Montebello Islands Marine Park kent vijf verschillende zones:
- Conservatiezones: dit zijn beschermde natuurgebieden waar alleen een aantal lichte vormen van toerisme zijn toegestaan, zoals duiken en snorkelen. De conservatiezones beslaan samen 49% van het Marine Park.
- Recreatiezones: binnen deze zones ligt de nadruk op recreatie (licht toerisme).
- Zones voor algemeen gebruik: deze gebieden zijn bedoeld voor conservatie, maar duurzame toeristische en commerciële activiteiten zijn toegestaan.
- Speciale zones voor de bescherming van organismen die op de bodem van de oceaan leven (Benthos)
- Speciale zones voor parelvisserij: hier ligt de nadruk op activiteiten rond het cultiveren van parels. Commerciële en toeristische activiteiten zijn toegestaan, mits ze niet in strijd zijn met de parelindustrie.

## Flora
Op de Montebello-eilanden komen zes soorten mangroves voor. De aanwezigheid van mangroves hier is uniek, omdat ze normaal niet voorkomen in lagunes van eilanden in de oceaan. De mangroves dienen als broedkamer voor vissen en krabben.
In de ondiepe wateren rond de eilanden groeien diverse soorten zeegrassen en zeewier die als voedsel voor onder andere doejongs dienen.

## Fauna

### Zeezoogdieren

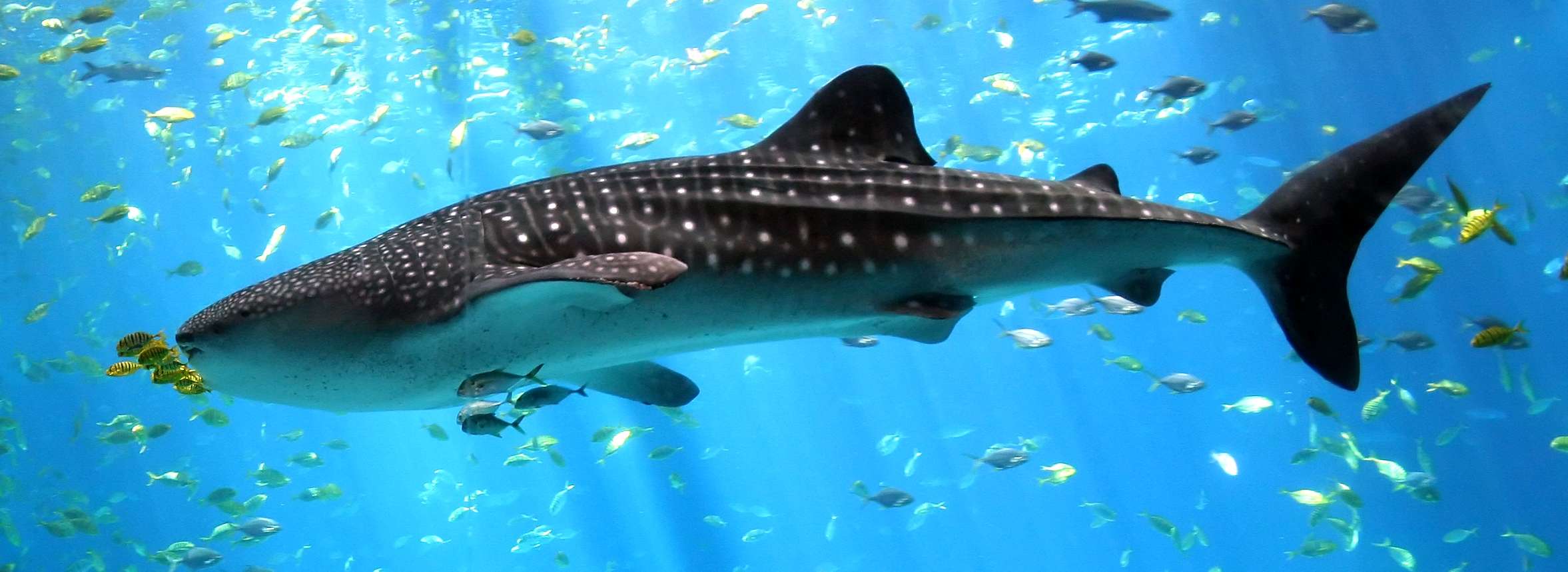
Walvishaai

Diverse zeezoogdieren trekken op vaste tijden in het jaar door het gebied rond de Montebello-eilanden, daaronder walvissen en dolfijnen. De wateren rond de eilanden zijn rijk aan plankton en ander voedsel, zoals vis en inktvis.
Bultruggen bezoeken de regio tussen juni en oktober tijdens hun jaarlijkse migratie van Antarctica naar de wateren voor de kust van de Kimberley. Andere walvissen die zo nu en dan de wateren rond de eilanden bezoeken, zijn orka’s,  witlipdolfijnen en vinvissen.
Tuimelaars en Chinese witte dolfijnen zijn vaste bewoners van de wateren rond de Montebello-eilanden. Andere dolfijnen, zoals gewone dolfijnen, langsnuitdolfijnen en gestreepte dolfijnen worden regelmatig in het gebied waargenomen.
Haaien zijn eveneens frequente bezoekers van de regio. Elk jaar in maart en april doen walvishaaien zich tegoed aan de grote hoeveelheid plankton in dit gebied. Ze zijn inmiddels een toeristische attractie geworden. Het is onder strenge regels toegestaan om met deze dieren te snorkelen. Andere haaien in deze regio zijn zandtijgerhaaien.
Ook de doejong is een veelvoorkomend zeezoogdier in dit gebied. Deze dieren leven voornamelijk van zeegras dat in grote hoeveelheden aanwezig is rond de eilanden.
Al deze dieren zijn beschermd onder de Wildlife Conservation Act 1950 van West-Australië en de federale Environment Protection and Biodiversity Conservation Act 1999 (EPBC Act).

### Zeeschildpadden

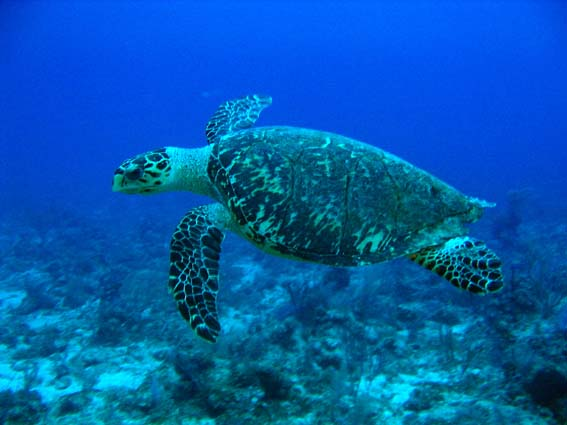
Karetschildpad

De wateren rond de Montebello-eilanden vormen ook een belangrijke habitat voor zes soorten zeeschildpadden (wereldwijd zijn er zeven soorten): de soepschildpad, de karetschildpad, de onechte karetschildpad, de platrugzeeschildpad, de warana en de lederschildpad. Enkele van deze soorten zijn bedreigd of hun aantal is kritiek omdat er vroeger jacht op deze dieren werd gemaakt, maar ook door commerciële activiteiten. In Australië werd de commerciële zeeschildpaddenjacht in 1973 verboden. Tegenwoordig is alleen de traditionele jacht door Aboriginals nog toegestaan.
Een grote impact op de zeeschildpadden in de regio hadden de atoomproeven die er tussen 1952 en 1956 op de Montebello-eilanden werden uitgevoerd. Een ooggetuige meldde dat er na de tests duizenden dode schildpadden op het strand lagen.
Zeeschildpadden rond de Montebello-, Barrow- en Lowendal-eilanden worden tegenwoordig bedreigd door industriële verlichting op olie- en gasplatforms en sterk verlichte gebieden aan de kust. Ze kunnen hierdoor gedesoriënteerd raken of problemen ondervinden bij het vinden van donkere plekken om eieren te leggen.

### Vissen en andere zeedieren

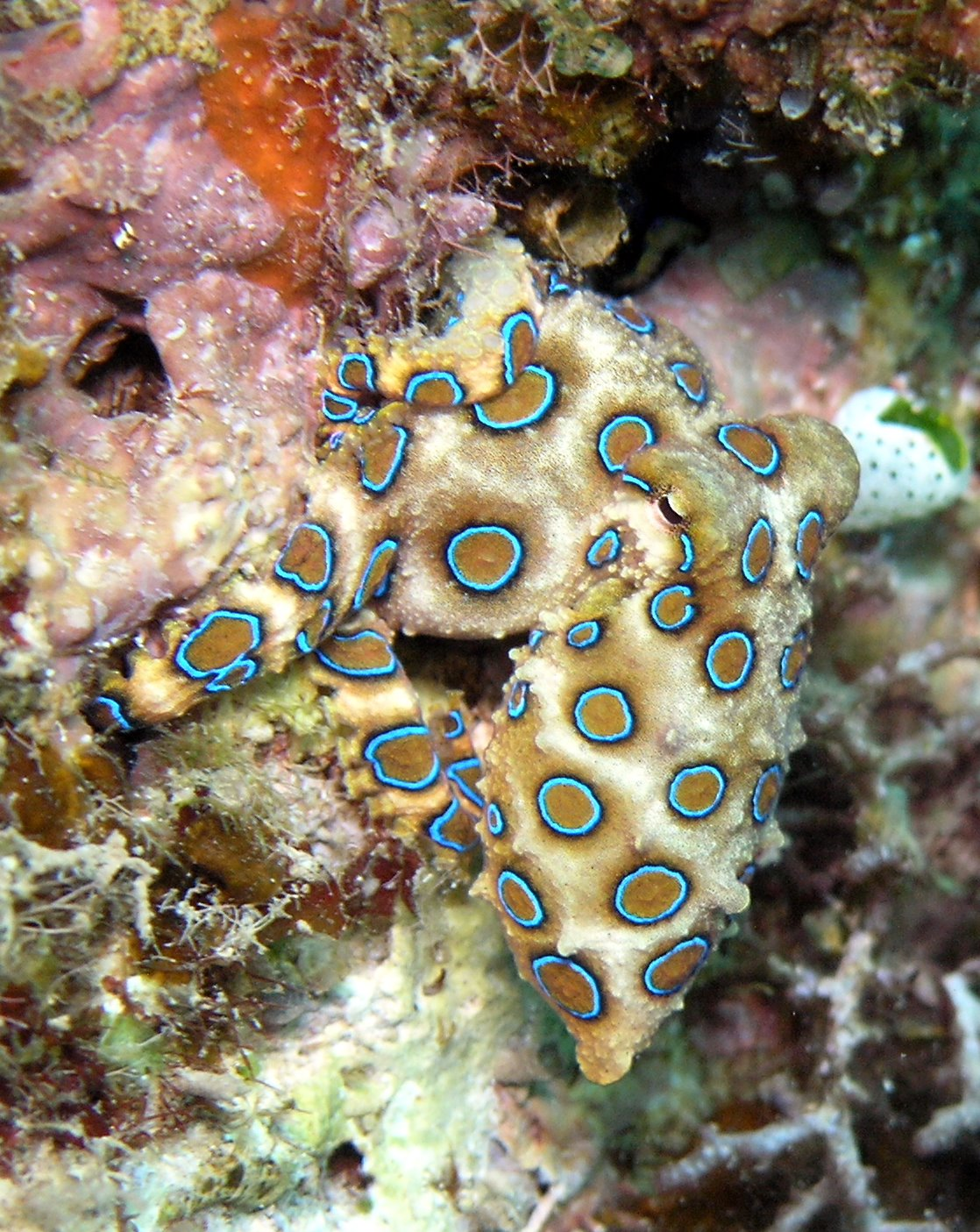
Grote blauwring-octopus

Er zijn meer dan 450 verschillende soorten vis geregistreerd in het gebied rond de Montebello-eilanden. In vergelijking met andere tropische delen van West-Australië is de diversiteit hier bijzonder groot.
Andere zeedieren in de regio zijn zeepaardjes en zeenaalden, zeesterren (170 soorten), grote blauwring-octopussen, zeekomkommers, hard koraal (150 soorten) en krabben.

### Vogels
Twee vogels die op de Montebello-eilanden waren uitgestorven, maar in 2010 opnieuw zijn geïntroduceerd, zijn de black and white fairy-wren (een zangvogel die tot de familie van de elfjes behoort) en de spinifexzanger. De vogels zijn op Hermite-eiland uitgezet.
De vogels waren lokaal uitgestorven, omdat ze als prooi dienden voor wilde katten en zwarte ratten die aan het eind van de 19e eeuw waarschijnlijk met parelboten op de eilanden terechtkwamen. De katten en ratten verdwenen op natuurlijke wijze van alle eilanden, behalve van Hermite-eiland. In 1999 ging er een programma van start om de overgebleven katten uit te roeien. In 2000 werd bevestigd dat er geen katten meer op het eiland zijn. Ook de ratten zijn inmiddels verdwenen wat de (her)introductie van dieren mogelijk maakt.
Andere veelvoorkomende vogels rond de eilanden zijn zeevogels, zoals meeuwen en sterns, kustvogels, zoals scholeksters en reigers en roofvogels, zoals valken en haviken.

### Zoogdieren

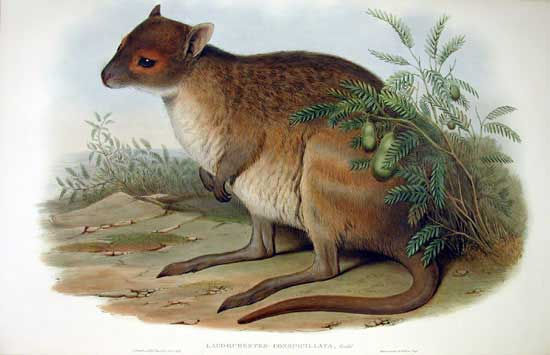
Brilbuidelhaas

Zoogdieren zijn erg schaars in de regio. In 1912 verbleef de Britse natuurwetenschapper P.D. Montague drie maanden op de Montebello-eilanden. Hij was de eerste die de flora en fauna van de eilanden uitvoerig bestudeerde en beschreef.  Montague trof wilde katten en zwarte ratten aan en stelde vast dat zij grotendeels verantwoordelijk waren voor het uitsterven van de gouden kortneusbuideldas. Hij voorspelde dat een ander op de eilanden voorkomend zoogdier, de brilbuidelhaas, binnen afzienbare tijd ook zou zijn verdwenen.
Het uitroeien van de katten en ratten was een belangrijke voorwaarden voor het (her)introduceren van zoogdieren in het gebied. Na de succesvolle uitroeiactie in 1999 werd de westelijke buidelhaas op de Montebello-eilanden geïntroduceerd. De Anangu, een Aboriginalvolk uit Centraal-Australië, noemt dit zeldzame dier mala. Westelijke buidelhazen kwamen ooit veelvuldig in de grote woestijngebieden van Australië voor.
Een ander zoogdier dat op het vasteland is uitgestorven en dat op de Montebello-eilanden werd uitgezet, is de Alice Springs-muis, ook Djoongari genoemd. In 1999 werden er acht dieren naar het eiland North West overgebracht. In 2008 leefden er een kleine duizend Djoongari’s op het eiland.

## Commerciële activiteiten

### Walvisvangst en schildpaddenjacht
De eerste commerciële activiteiten die er op de eilanden plaatsvonden, waren de walvisvangst en de zeeschildpaddenjacht. Walvisvaarders bezochten de regio gedurende de 19e eeuw. De schildpaddenjacht begon aan het eind van de 19e eeuw en werd pas in 1973 wettelijk aan banden gelegd.

### Parelindustrie en visserij
De parelindustrie kwam aan het eind van de 19e eeuw op gang. Tegenwoordig zijn er twee bedrijven actief in het Montebello Islands Marine Park. Zij bezitten pachtovereenkomsten om in daarvoor aangewezen zones parels te cultiveren. Met name de Pinctada maxima wordt veelvuldig gecultiveerd en behoort tot de mooiste en beste parels ter wereld.
Binnen de regio is commerciële visvangst toegestaan. Er wordt hoofdzakelijk met vislijnen en fuiken gevist.

### Gas- en olie-industrie

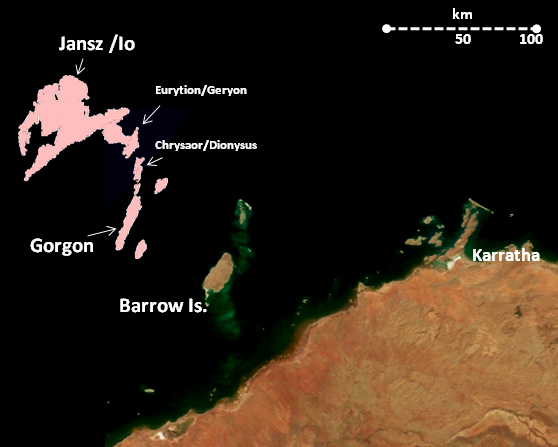
Gorgon-project

De Montebello-eilanden liggen binnen de zogenoemde North West Shelf, een olie- en gasgebied voor de noordwestkust van Australië dat 59% van de olie van West-Australië en 93% van het gas van deze staat produceert. Pijpleidingen, olietankers, frequent scheepvaartverkeer en booractiviteiten hebben een grote impact op het mariene leven rond de Montebello-eilanden.
Op dit moment wordt ten westen van de Montebello-eilanden het Gorgon-gasproject ontwikkeld door een joint venture van Chevron, Exxon Mobil, Shell en een aantal kleinere bedrijven. Hier wordt in de toekomst vloeibaar aardgas (lng) gewonnen. Een ander lng-project wordt 95 km ten noorden van de eilandengroep ontwikkeld. Het Wheatstone-project wordt in 2016 operationeel en zal gas produceren dat met name door Japanse bedrijven zal worden afgenomen.
Andere gas- en oliewinningsgebieden in de omgeving zijn het Barrow Island Project (olie) en de Harriet- en East Spar-projecten (olie en gas) op het nabije Varanuseiland.

### Toerisme
Omdat de eilanden vrij ver weg liggen, worden ze niet zo frequent door toeristen bezocht. Er worden charters vanuit Onslow, Exmouth en Dampier georganiseerd om in het Montebello Islands Marine Park te snorkelen en te duiken. Er zijn geen faciliteiten op de eilanden.